# Monture (animal)
Animal de monte, Bête de selle
Pour les articles homonymes, voir Monture.
Une monture, appelée aussi animal de monte ou bête de selle, est un animal domestique utilisé par l'Homme comme animal de travail (en), destiné à être monté par une ou plusieurs personnes dans le but de se faire transporter. Étant un type de bête de somme particulier, il s'agit le plus souvent d'un quadrupède qui possède des caractéristiques différentes des animaux de charge et des animaux de trait. L'étymologie de « monture » dérive du verbe monter avec le suffixe -ure.
Les espèces concernées sont notamment les équidés comme le Cheval (particulièrement le cheval de selle), l'Âne commun et le mulet, les camélins comme le Dromadaire et le Chameau de Bactriane et parfois les bovins comme le Taurin (surtout le bœuf) ou le Buffle d'eau. L'Éléphant d'Asie, le Yack et le Renne sont plus rarement utilisés à cette fin ainsi que le Lama pour les enfants. Certains animaux sauvages ont été apprivoisés et utilisés comme monture, le plus souvent à des fins de nouveauté ou d'exotisme, comme le zèbre et l'autruche. Certaines créatures légendaires sont censés agir comme supports divins, comme Garuda dans la mythologie hindouiste et bouddhiste ou le cheval ailé Pégase dans la mythologie grecque.

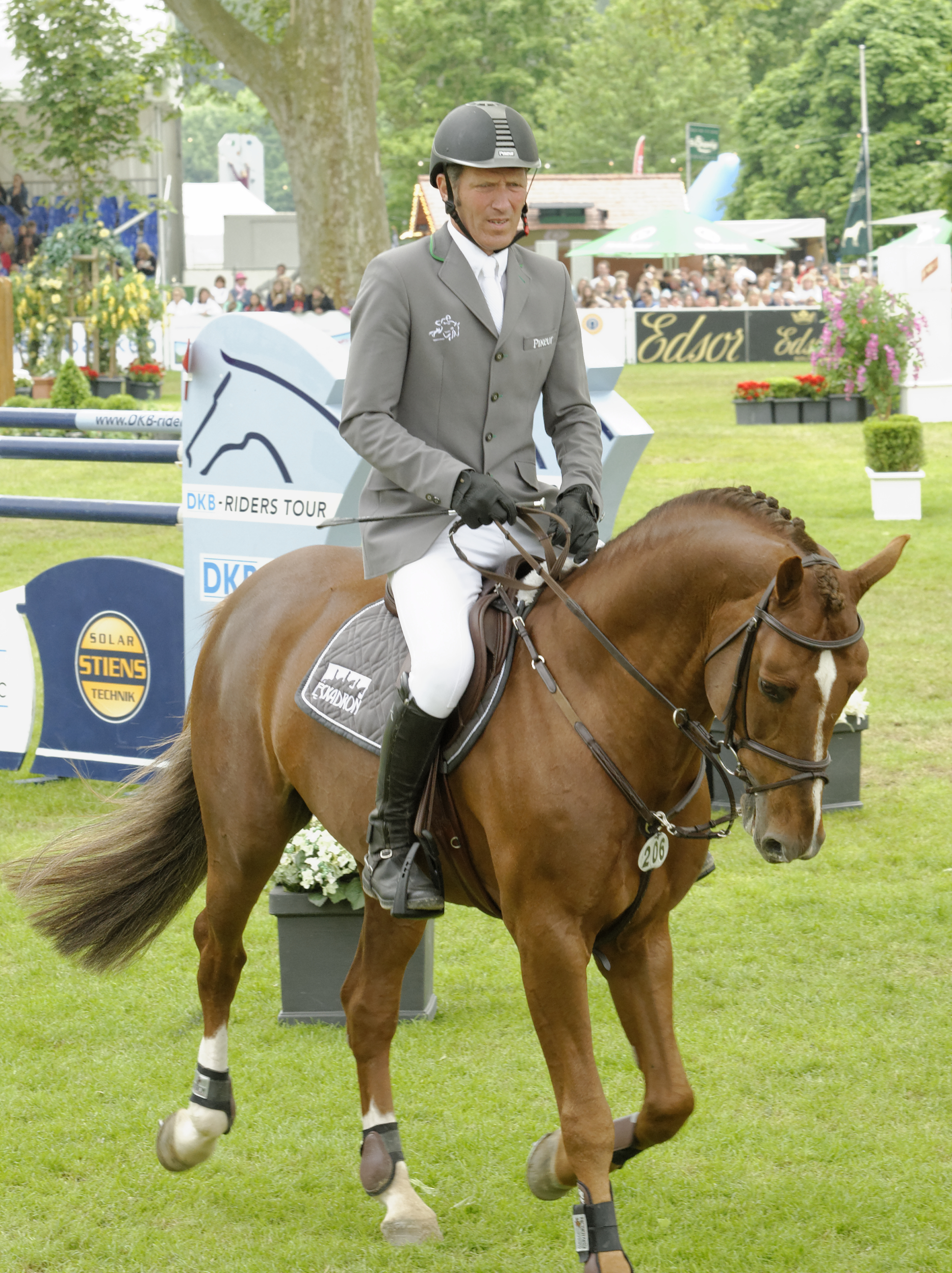
Le Cheval.
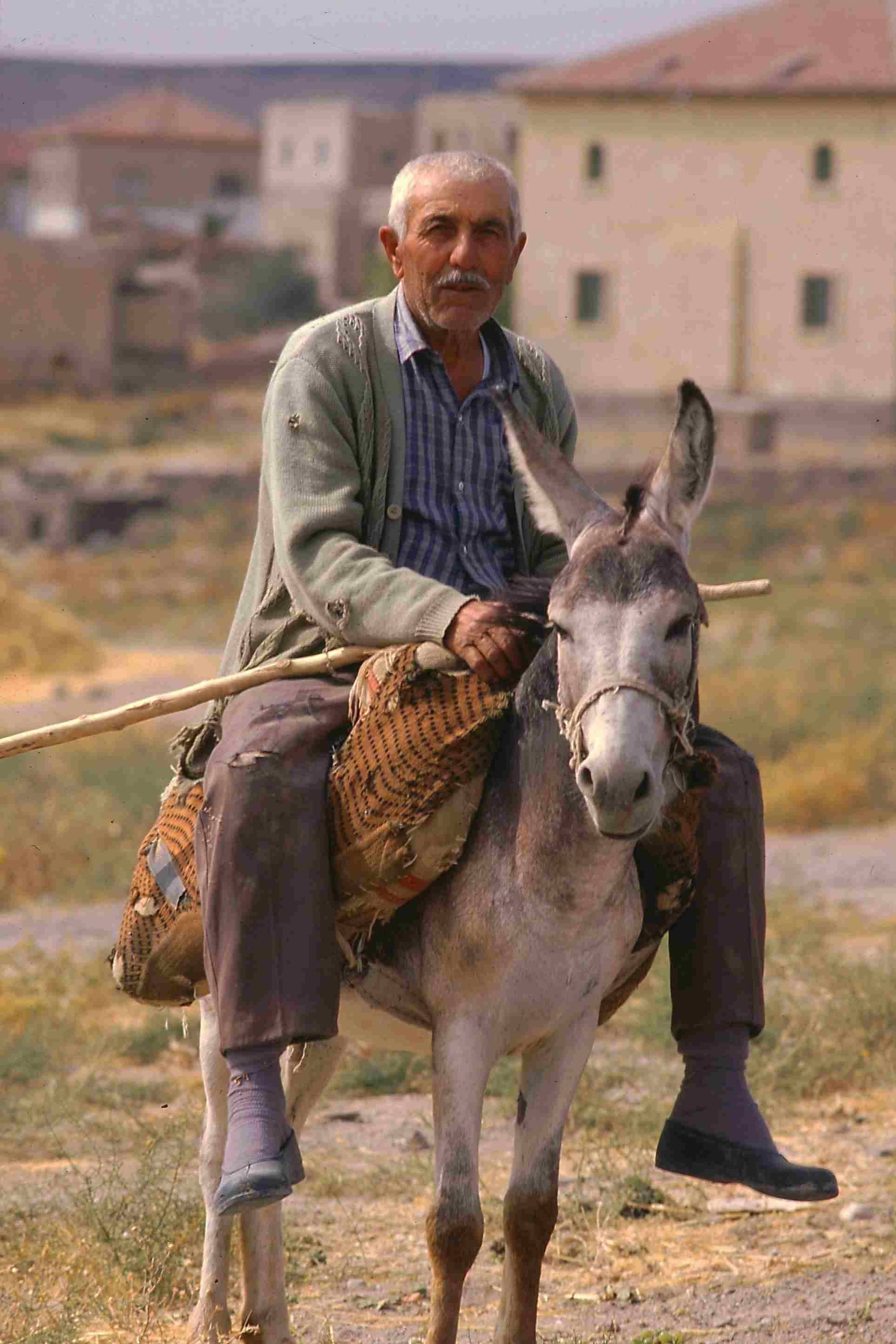
L'Âne commun.
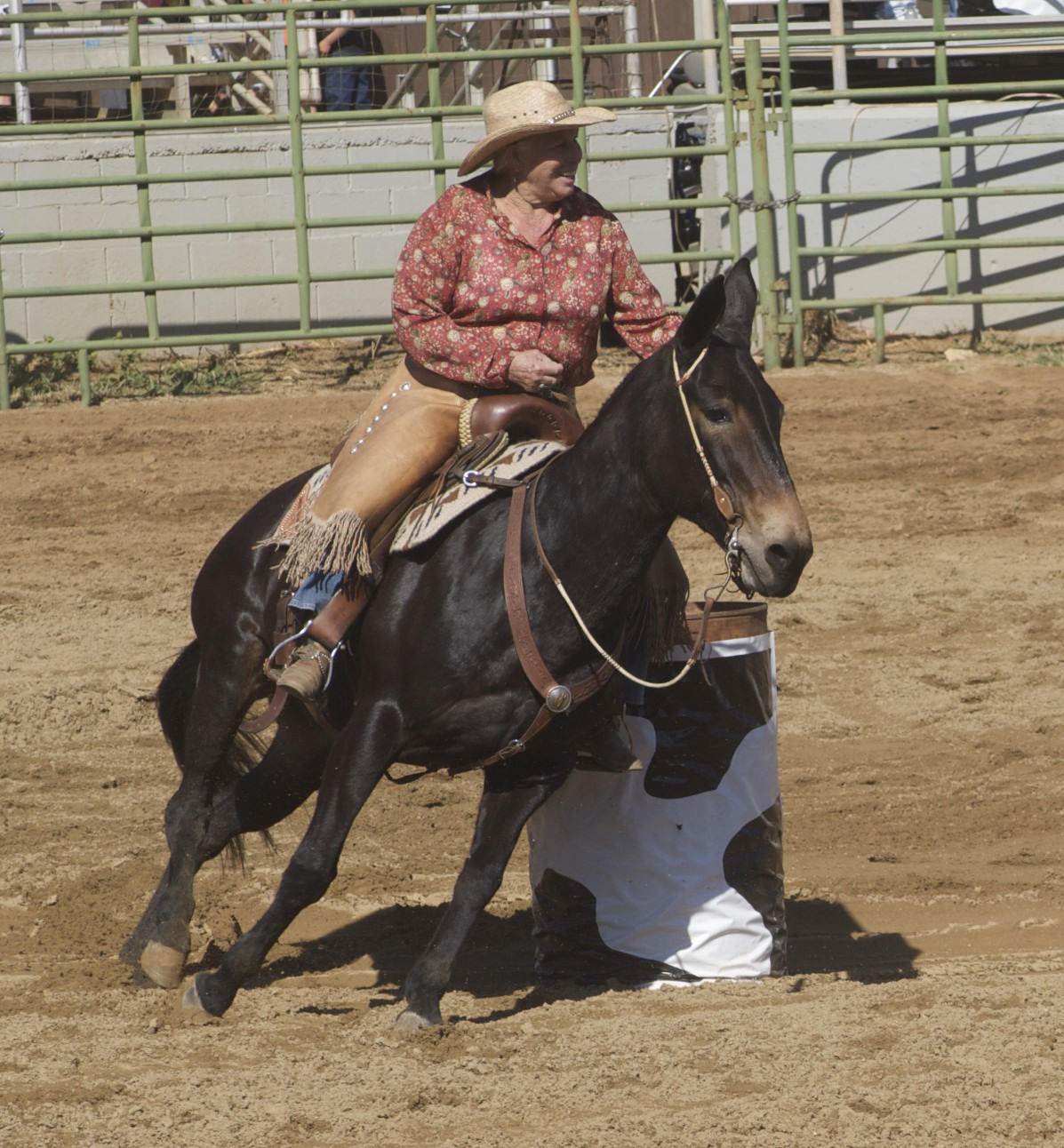
Le mulet.
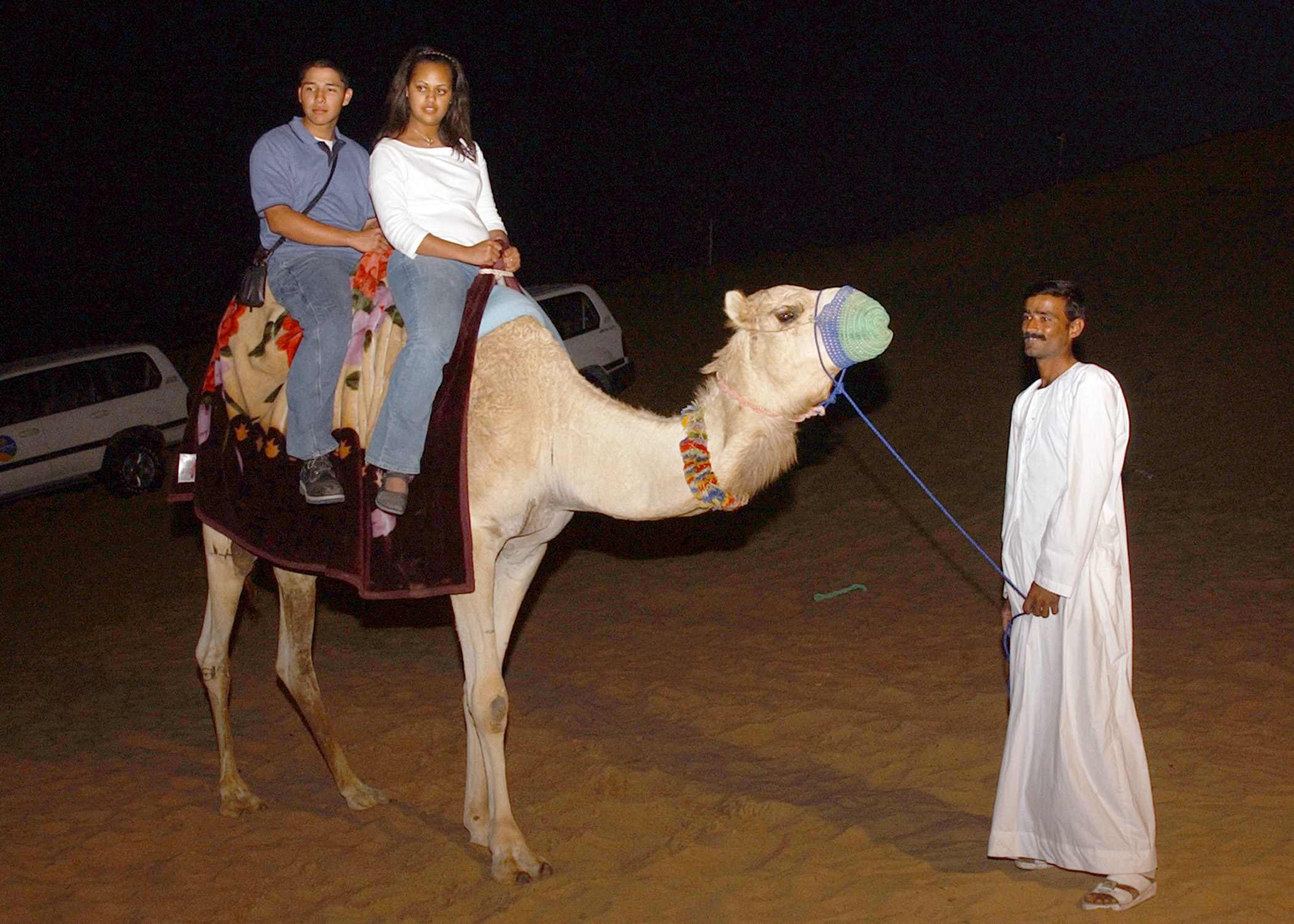
Le Dromadaire.
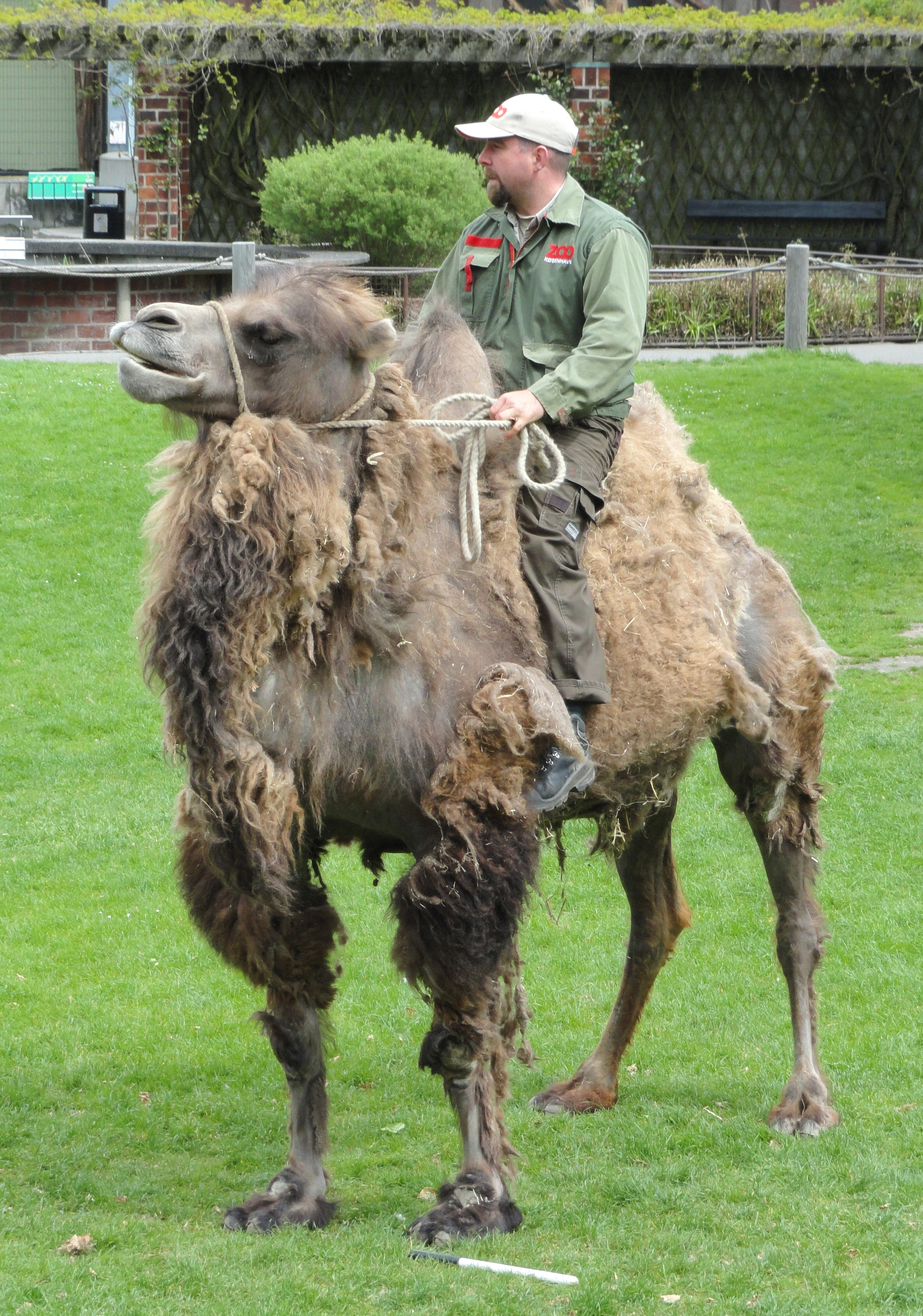
Le Chameau de Bactriane.
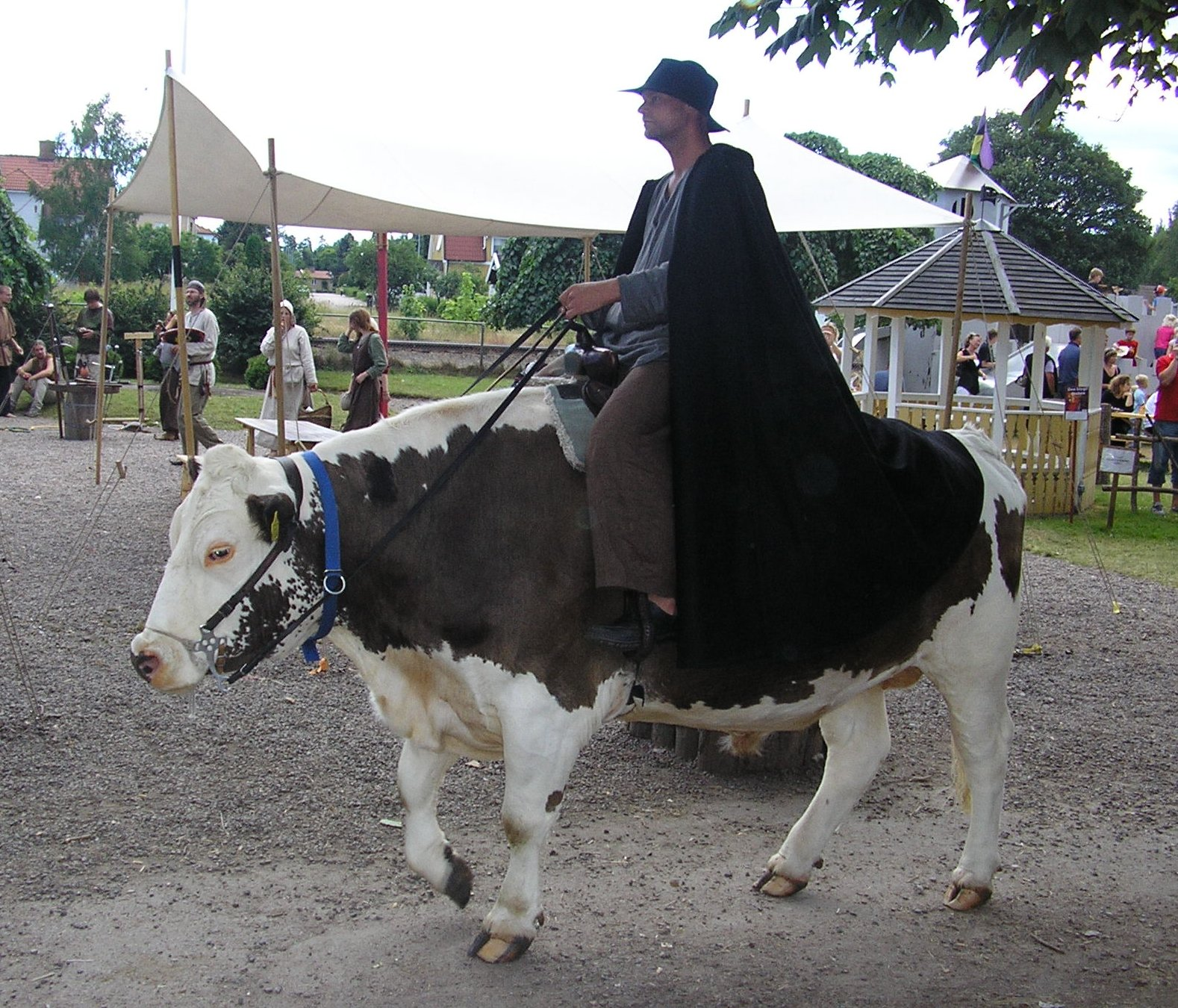
Le Taurin (ici un bœuf).
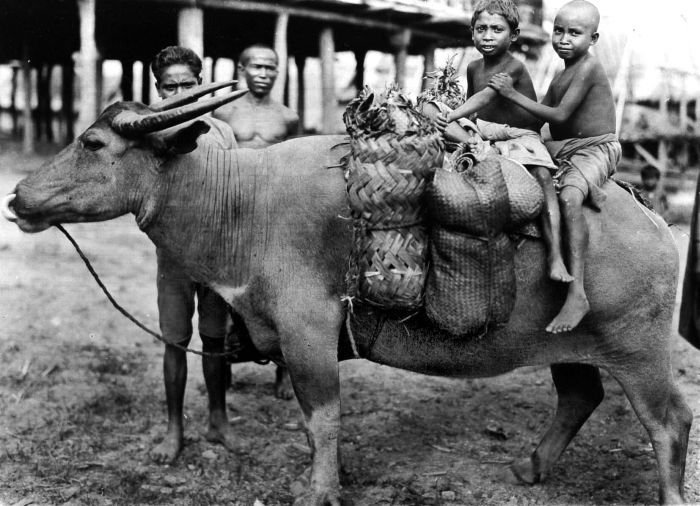
Le Buffle d'eau.

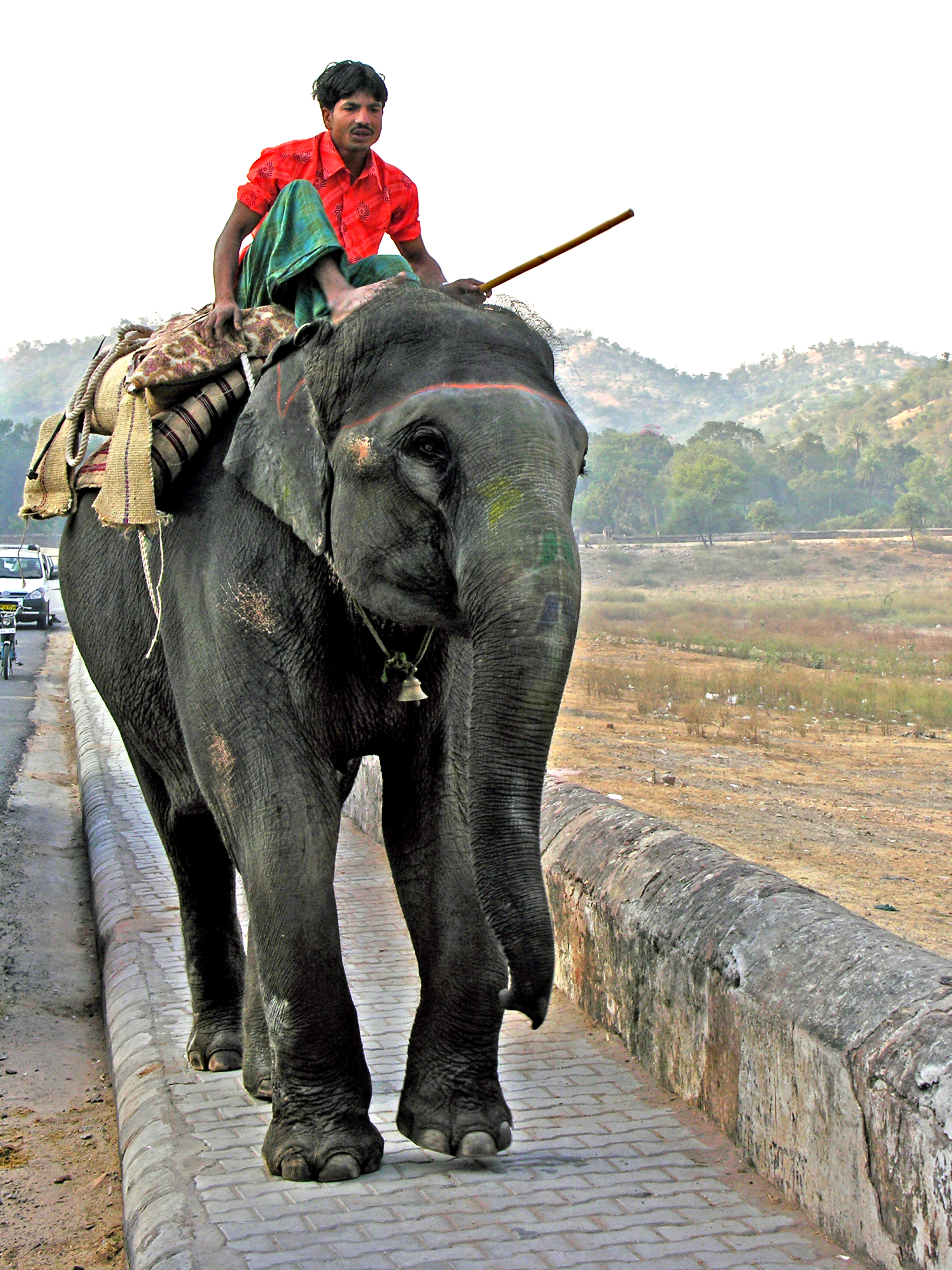
L'Éléphant d'Asie.
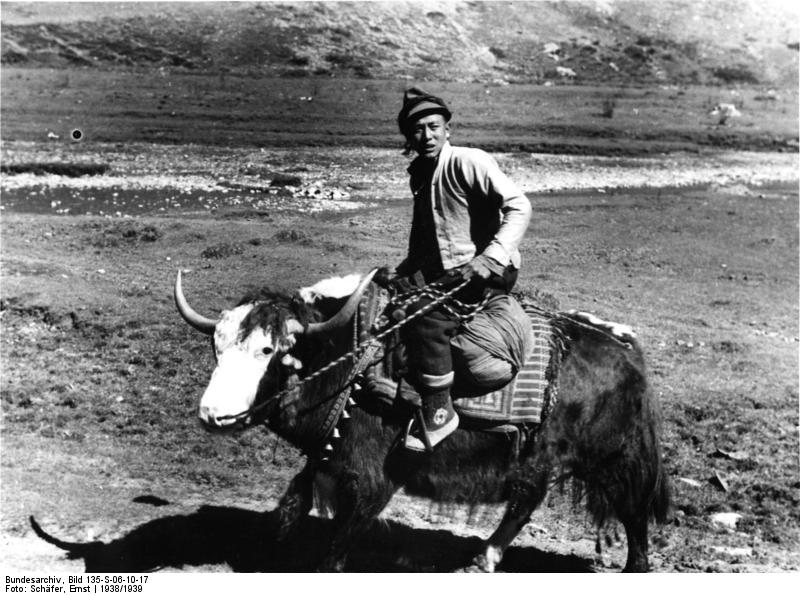
Le Yack.
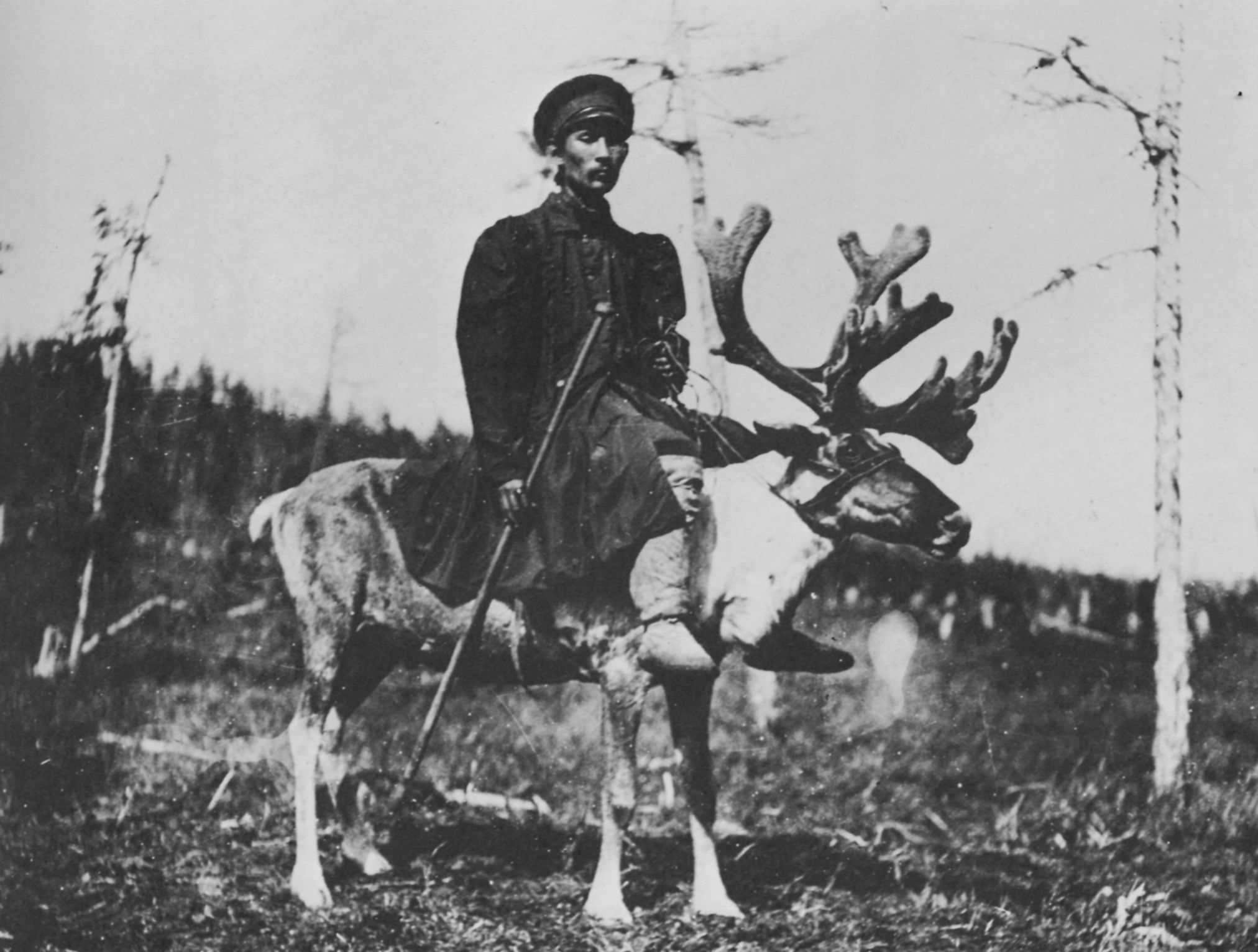
Le Renne.
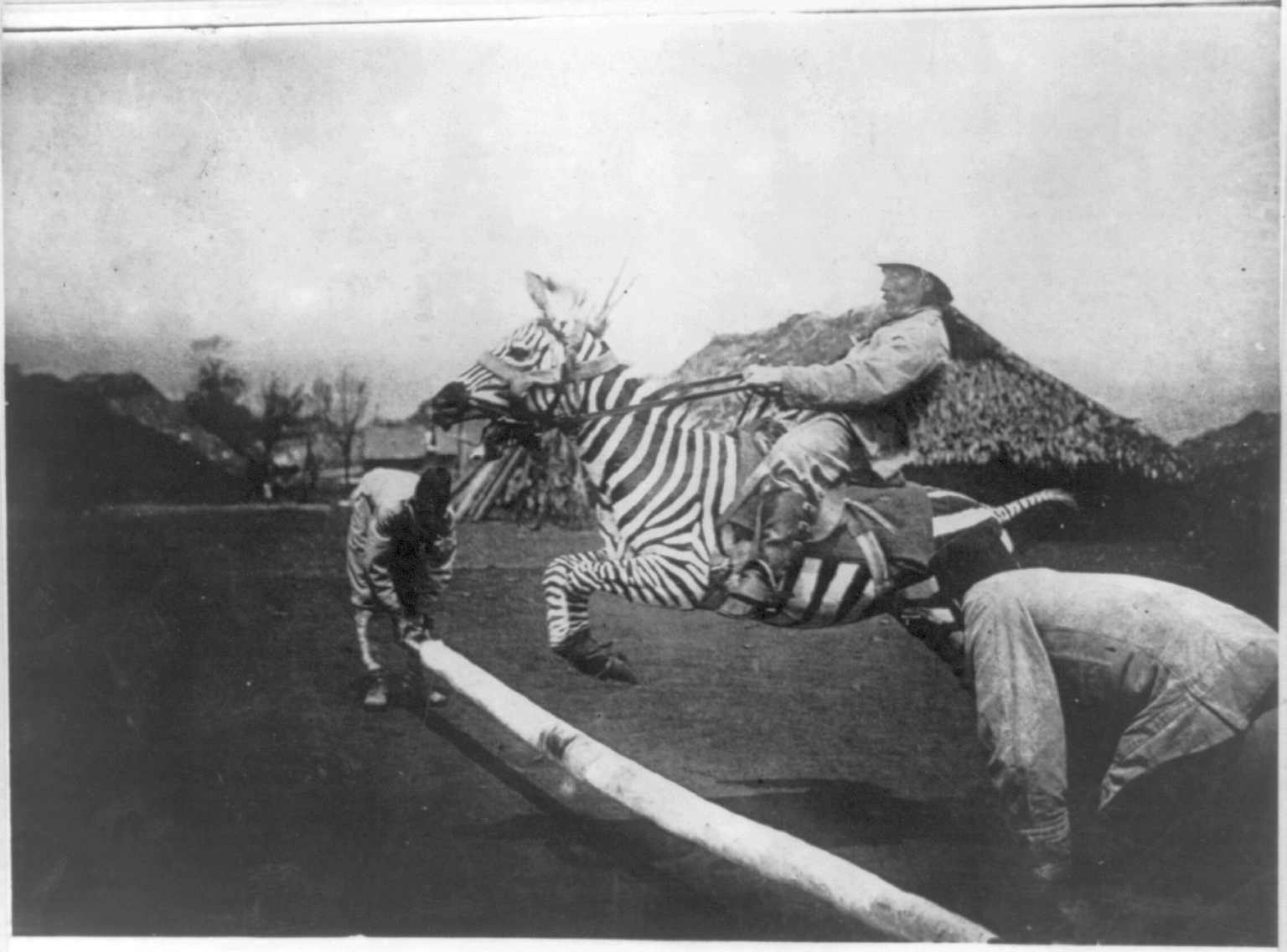
Le zèbre.
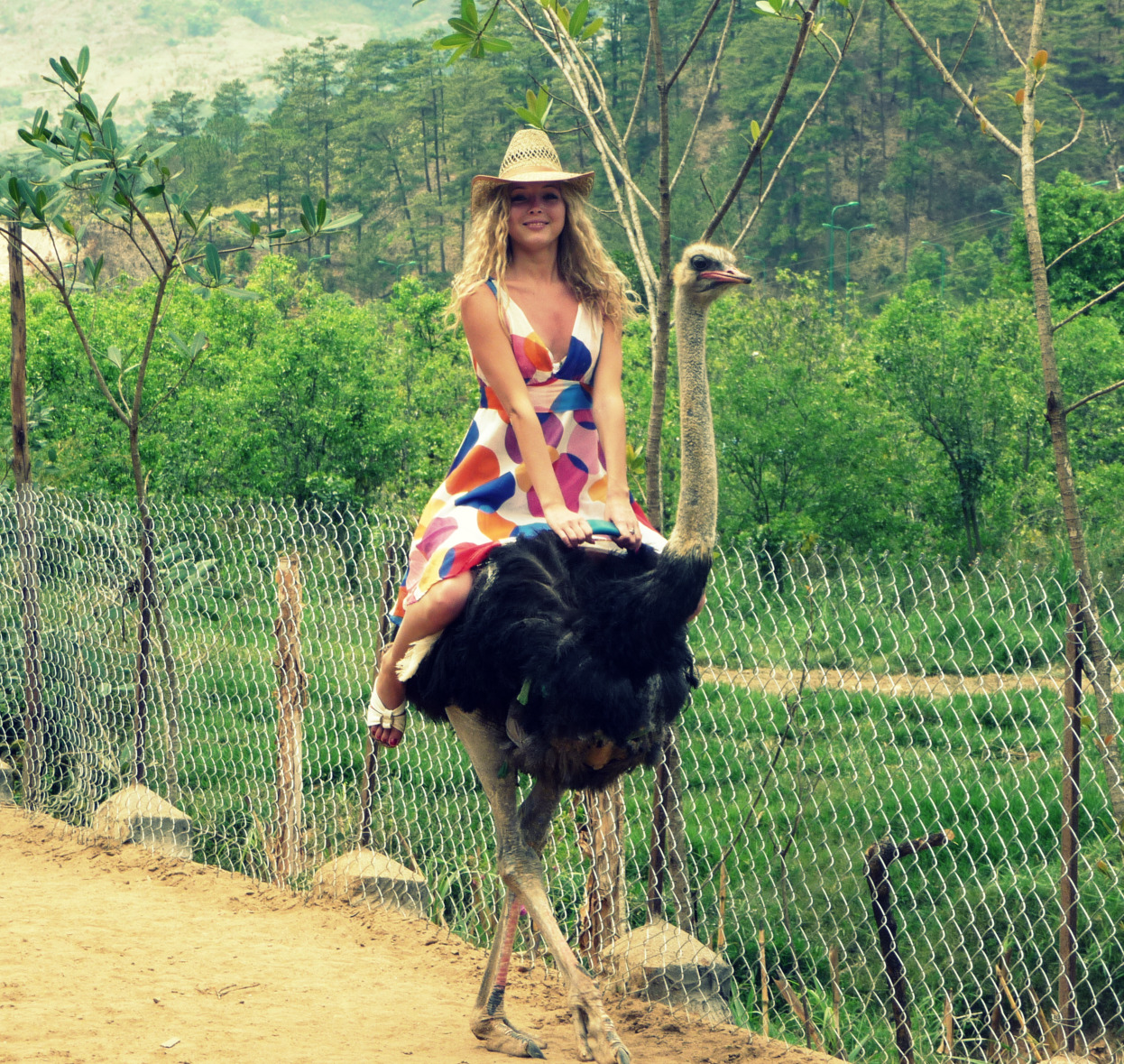
L'autruche.
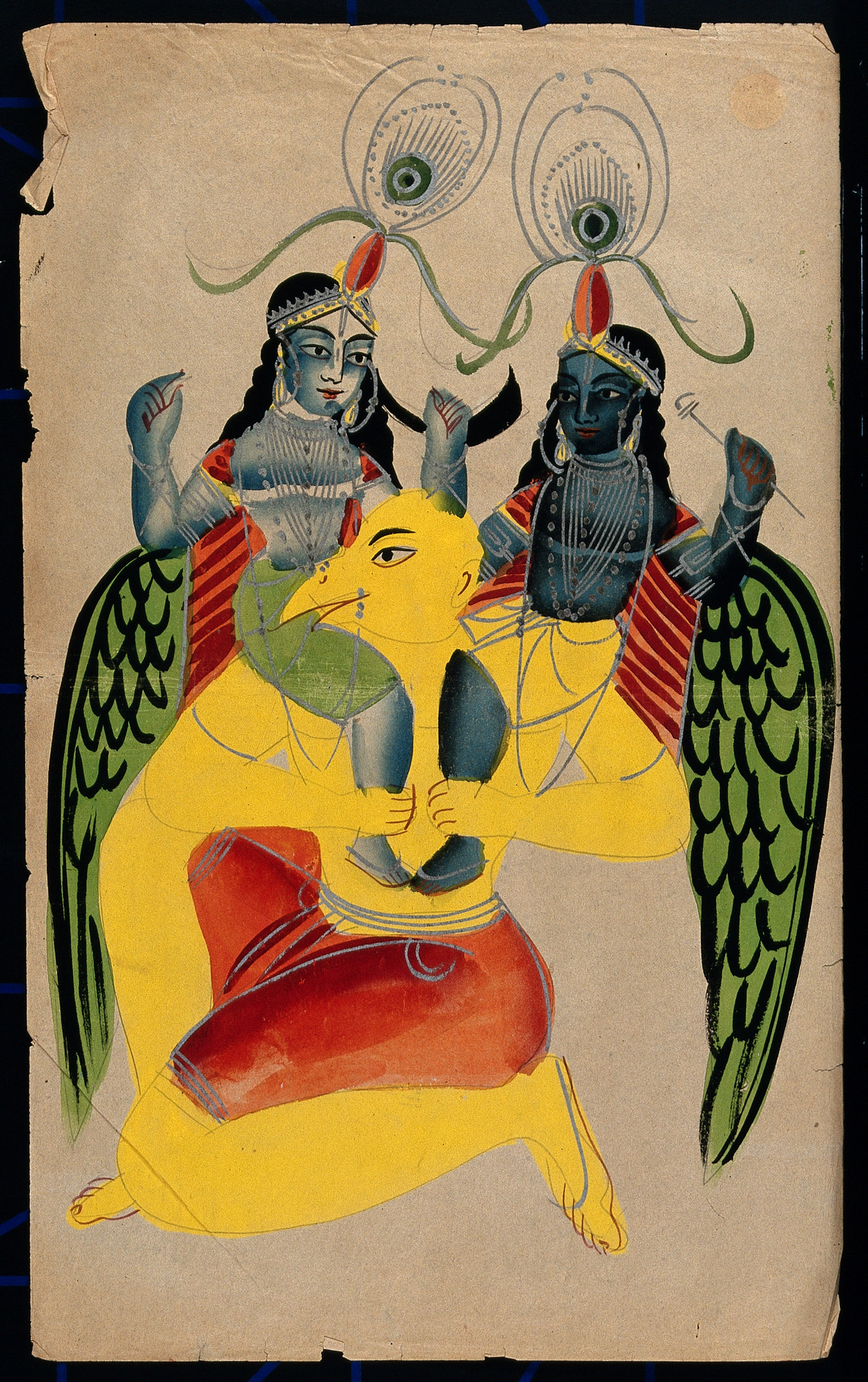
Garuda possiblement chevauché par Krishna et Balarâma.
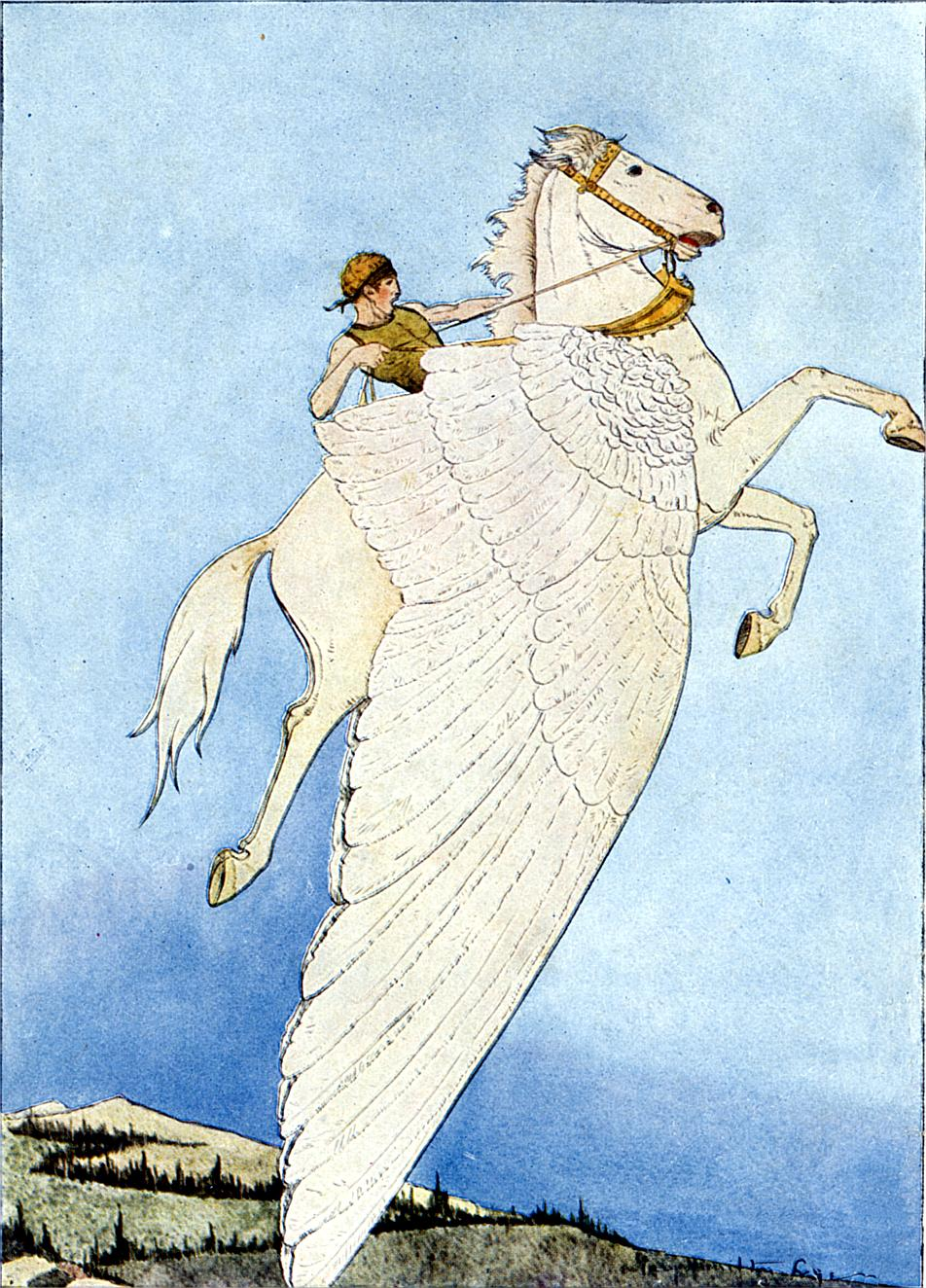
Pégase chevauché par Bellérophon.